# سرطان دهان
سرطان دهان (به انگلیسی: Oral cancer) سرطانی است که در محوطه دهان (زبان، کف دهان، کام سخت و لثه) تشکیل می‌گردد.
سرطان دهان رشد یاخته‌های بدخیم در دهان یا زبان است. این نوع سرطان نادر ولی در عین حال خطرناک است. سرطان دهان ممکن است است لب‌ها، کام، زبان، غشاهای درونی لب یا گونه، یا ناحیه لوزه‌ها را درگیر سازد. این سرطان در بزرگسالان بالای ۴۰ سال شایع‌تر است، ولی شیوع آن در بین جوانانی که از تنباکوی جویدنی استفاده می‌کنند در حال افزایش است.
عوامل افزایش‌دهنده خطر آن مصرف تنباکو به هر شکل (از جمله نوع جویدنی)، سابقه خانوادگی سرطان دهان، سابقه قبلی سرطان دهان، سوءمصرف الکل تماس با آفتاب (در مورد سرطان‌های لب تحتانی) است.

## علایم شایع
یک برآمدگی رنگ پریده و معمولاً بدون درد با حاشیه سخت که در جای دهان یا زبان ممکن است ظاهر گردد. خصوصیات این ضایعه عبارتند از: این ضایعه بزرگ شده، زخمی می‌شود و به آسانی خونریزی می‌کند. وجود این ضایعه ممکن است مانع جا افتادن مناسب دندان‌های مصنوعی گردد. این ضایعه ممکن است باعث سفت شدن زبان و اشکال در کنترل آن گردد و از این طریق، تکلم و بلع را دچار اختلال سازد.

## بیماری‌زایی
تقریباً همیشه منشأ سرطان دهان رشد سلول‌های بدخیم از اپیتلیوم سنگفرشی مطبق پوشاننده دهان یا زبان می‌باشد. این سرطان بیشتر در بزرگسالان و اغلب در زبان و کف دهان دیده می‌شود. علایم این بیماری اغلب یک برآمدگی رنگ پریده در دهان (پلاک) یا زخم می‌باشد که امکان بزرگ شدن و خونریزی این برآمدگی وجود دارد. این بیماری دراثر مصرف تنباکو، جویدن تنباکو، نور خورشید و الکل و… حاصل می‌شود. معمولاً سرطان دهان از طریق دستگاه لنفاوی منتشر می‌شود (متاستاز).
اگر این سرطان خوش‌خیم باشد با عمل جراحی آنرا را برمی‌دارند (مانند برداشتن فک فوقانی، برداشتن فک تحتانی یا زبان) در غیر این صورت بیمار بایستی از داروهای ضد سرطان استفاده نماید.

## تشخیص سرطان
تشخیص خوش‌خیم یا بدخیم بودن زخم‌ها و تومورهای دهانی عموماً در آزمایشگاه‌های پزشکی توسط پاتولوژیست انجام می‌گیرد. آشکارسازی و تشخیص سلول‌های خوش‌خیم، پیش سرطانی و سرطانی بدخیم در بافت‌های دهانی با برش نواحی مشکوک از بافت جدا شده و بررسی تصویر ظاهری آنها به عنوان یک روش استاندارد انجام می‌پذیرد. برای تشخیص پزشکی، مطالعات هیستوپاتولوژی[1] نمونه‌های بیوپسی[2] شده ضروری هستند. برای تشخیص صحیح روش درمانی، روش بیوپسی یک فرایند تعریف شده و استاندارد برای بررسی میکروسکوپی بافت محسوب می‌شود[۳]. تقریباً ده درصد از موارد مشکوک بیوپسی شده سرطانی بوده‌اند و بقیه رنج و اضطراب ناشی از فرایند نمونه‌گیری را تحمل می‌کنند[۴]
هم‌اکنون محققان علوم پایه و پزشکی به دنبال روش‌های تشخیصی سریع تری برای تشخیص هستند. روش‌های نوری مبتنی بر لیزر و مشخصه یابی نوری بافت می‌تواند در تشخیص و درمان سرطان ما را به نتایج بهتری برساند[۵][۶]. وقتی یک تومور در بافتی شکل می‌گیرد دچار تغییرات ظاهری و بیو شیمیائی می‌شود که می‌تواند منجر به تغییرات در مشخصات نوری بافت گردد.[۷] ویژگی‌های نوری غیرخطی بافت خوش‌خیم و بدخیم دهانی نیز می‌تواند به تشخیص دقیق تر سرطان دهان کمک نماید و درآینده منجر به ساخت وسیله تشخیصی مبتنی بر تفاوت رفتار نوری غیرخطی بافت خوش‌خیم و بدخیم گردد.